# Aeropuerto Internacional Quetzalcóatl
El Aeropuerto Internacional Quetzalcóatl o Aeropuerto Internacional de Nuevo Laredo (Código IATA: NLD - Código OACI: MMNL - Código DGAC: NLD), es un aeropuerto internacional situado a 7 kilómetros de Nuevo Laredo, Tamaulipas, México. Se sitúa cerca de la Frontera entre Estados Unidos y México, al lado opuesto de Laredo, Texas. Es operado por Olmeca-Maya-Mexica, una corporación del gobierno federal.

## Información
El Aeropuerto fue incorporado a la Red ASA en 1972, cuenta con una superficie de 235 hectáreas aproximadamente y su plataforma para la aviación comercial es de 13,500 metros cuadrados; además tiene tres posiciones y una pista de 2 kilómetros de longitud, apta para recibir aviones tipo Boeing 737 y Airbus A320.
Posee estacionamiento propio, con capacidad de 95 lugares y ofrece los servicios de renta de autos y transportación terrestre.
En el 2021, Nuevo Laredo recibió a 53,921 pasajeros, mientras que en el 2022 recibió a 107,368 pasajeros, según datos publicados por Aeropuertos y Servicios Auxiliares.
El Aeropuerto Internacional Quetzalcóatl fue nombrado en honor a Quetzalcóatl, dios Azteca quien fue considerado un líder entre los dioses, que volverá después de su muerte para retomar el imperio. 
Su horario oficial de operación es de las 8:00 a las 20:00 horas.

## Aerolíneas y destinos

### Pasajeros
| Destinos por aerolínea                                    | Destinos por aerolínea              | Destinos por aerolínea | Destinos por aerolínea |
| Aerolínea                                                 | Destinos                            |                        |                        |
| --------------------------------------------------------- | ----------------------------------- | ---------------------- | ---------------------- |
| Aeroméxico Connect                                        | Ciudad de México                    |                        |                        |
| Magnicharters                                             | Estacional: Cancún, Puerto Vallarta |                        |                        |
| Viva                                                      | Ciudad de México–AIFA, Guadalajara  |                        |                        |
| Total: 5 destinos (nacionales), 3 aerolíneas (nacionales) |                                     |                        |                        |

Notas
1. ↑  El vuelo de Viva con destino Guadalajara hace escala en Ciudad de México.

### Carga
| Destinos por aerolínea                      | Destinos por aerolínea       | Destinos por aerolínea | Destinos por aerolínea |
| Aerolínea                                   | Destinos                     |                        |                        |
| ------------------------------------------- | ---------------------------- | ---------------------- | ---------------------- |
| TUM AeroCarga                               | Guadalajara, Reynosa, Toluca |                        |                        |
| Total: 3 destinos (nacionales), 1 aerolínea |                              |                        |                        |

### Destinos nacionales
Se brinda servicio a 5 ciudades dentro del país a cargo de 3 aerolíneas. El destino de Aeroméxico es operado por Aeroméxico Connect.
| Cancún (CUN)           | • |   |   |   | 1 |
| Ciudad de México (MEX) |   |   | • |   | 1 |
| Ciudad de México (NLU) |   | • |   |   | 1 |
| Guadalajara (GDL)      |   | • |   |   | 1 |
| Puerto Vallarta (PVR)  | • |   |   |   | 1 |
| Total                  | 2 | 2 | 1 | 0 | 5 |

## Estadísticas

### Tráfico anual
| Año  | Pasajeros Totales | cambio en % | Movimiento de carga (t) | Operaciones aéreas |
| 2006 | 103,940           | Sin cambios | 483                     | 4,663              |
| 2007 | 93,119            | 10.41%      | 476                     | 4,279              |
| 2008 | 88,545            | 4.91%       | 428                     | 3,826              |
| 2009 | 115,175           | 30.08%      | 352                     | 4,571              |
| 2010 | 97,344            | 15.48%      | 511                     | 4,788              |
| 2011 | 82,584            | 15.16%      | 443                     | 4,807              |
| 2012 | 84,443            | 2.25%       | 395                     | 4,833              |
| 2013 | 70,191            | 16.88%      | 255                     | 3,227              |
| 2014 | 66,846            | 4.77%       | 333                     | 2,902              |
| 2015 | 72,978            | 9.17%       | 264                     | 2,825              |
| 2016 | 84,064            | 15.19%      | 272                     | 3,177              |
| 2017 | 78,338            | 6.81%       | 286                     | 2,857              |
| 2018 | 63,576            | 18.8%       | 158                     | 2,530              |
| 2019 | 65,471            | 2.98%       | 140                     | 2,853              |
| 2020 | 28,891            | 55.87%      | 64                      | 2,121              |
| 2021 | 53,921            | 86.64%      | 82                      | 2,746              |
| 2022 | 107,368           | 99.12%      | 16                      | 2,551              |
| 2023 | 197,673           | 84.11%      | 31                      | 3,116              |
| 2024 | 151,764           | 23.22%      | 2                       | 2,856              |
| ---- | ----------------- | ----------- | ----------------------- | ------------------ |

### Rutas más transitadas
| Número | Ciudad                      | Pasajeros | Ranking | Aerolínea          |
| ------ | --------------------------- | --------- | ------- | ------------------ |
| 1      | Valle de México             | 37,739    |         | Viva               |
| 2      | Ciudad de México            | 29,416    |         | Aeroméxico Connect |
| 3      | Ciudad Victoria, Tamaulipas | 2,156     |         | Mexicana           |
| 4      | Guadalajara, Jalisco        | 1,632     |         | Viva               |

## Aeropuertos cercanos
Los aeropuertos más cercanos son:
- Aeropuerto Internacional de Laredo (16 km)
- Aeropuerto Internacional de Piedras Negras (163 km)
- Aeropuerto Internacional de McAllen-Miller (192 km)
- Aeropuerto Internacional de Monterrey (193 km)
- Aeropuerto Internacional General Lucio Blanco (206km)